# Omphalodes scorpioides
Espèce
Classification phylogénétique
Omphalodes scorpioides est une espèce de plantes de la famille des Boraginacées originaire d'Europe centrale et orientale.
Nom russe : Пупочник завитой

## Position taxinomique
Tadeáš Peregrinus Xaverius Haenke, lors de l'expédition dans les Monts des Géants, expédition dont il était le botaniste, décrit une première fois cette plante en 1786 (publication en 1788) dans le genre Cynoglossum : Cynoglossum scorpioides Haenke.
En 1812, Franz von Paula Schrank la place dans le genre Omphalodes.

## Description
Il s'agit d'une plante herbacée annuelle, de 10 à 30 centimètres de haut.
Les tiges, grêles, très ramifiées, portent des feuilles habituellement opposées, oblongues - lancéolées, minces, à une nervure centrale.
Les fleurs, assez peu nombreuses, sont mauves à bleu-pâle, solitaires par pédicelle axillaire de deux à trois centimètres de long.
La corolle de la fleur est large de quatre à cinq millimètres, une à deux fois plus longue que le calice.
Cette espèce compte 24 chromosomes.

## Distribution
Omphalodes scorpioides est originaire d'Europe centrale et orientale : Pologne, Russie, Tchéquie et Ukraine.
Elle s'installe préférentiellement dans les espaces forestiers ou semi-forestiers et humides.

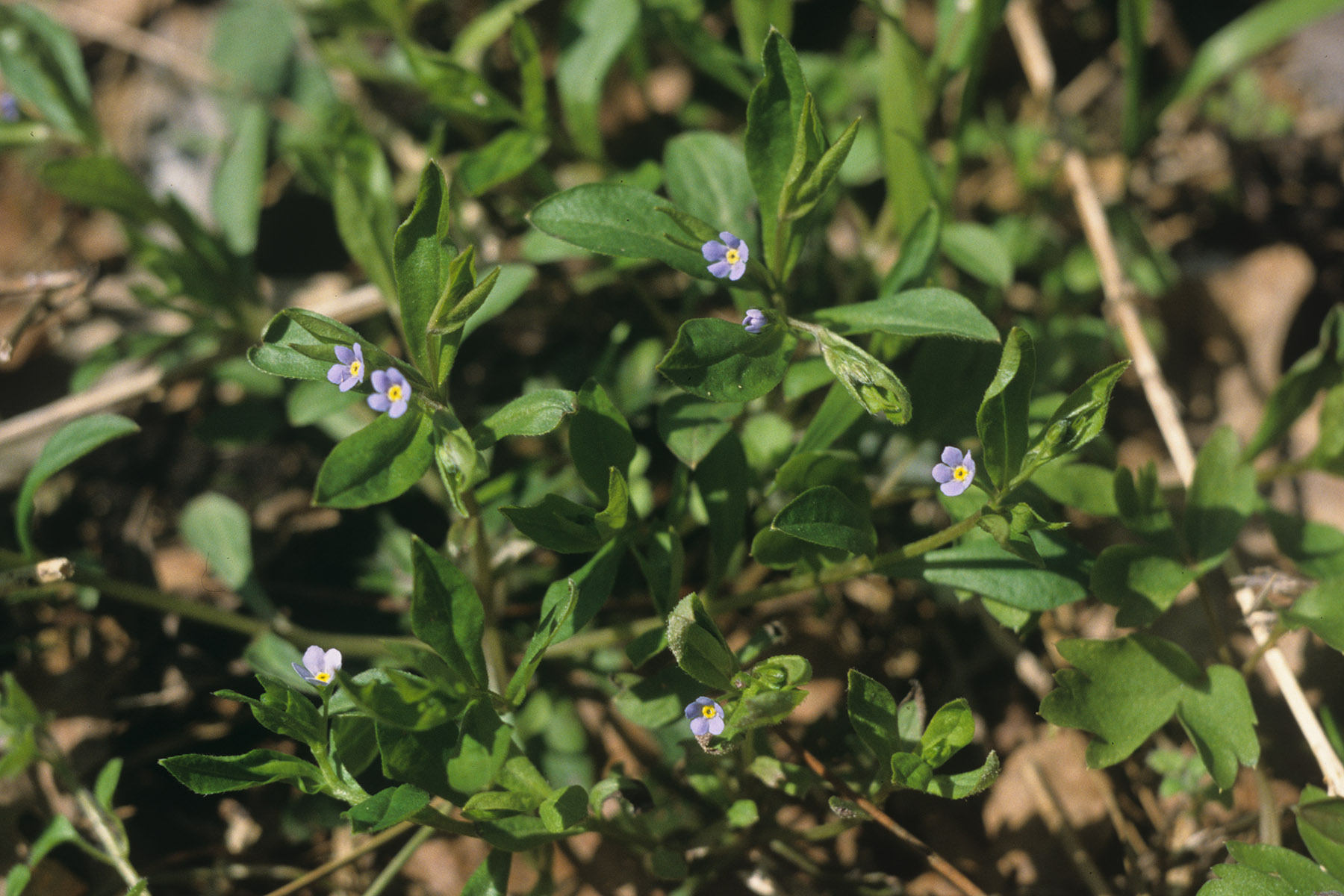
Floraison
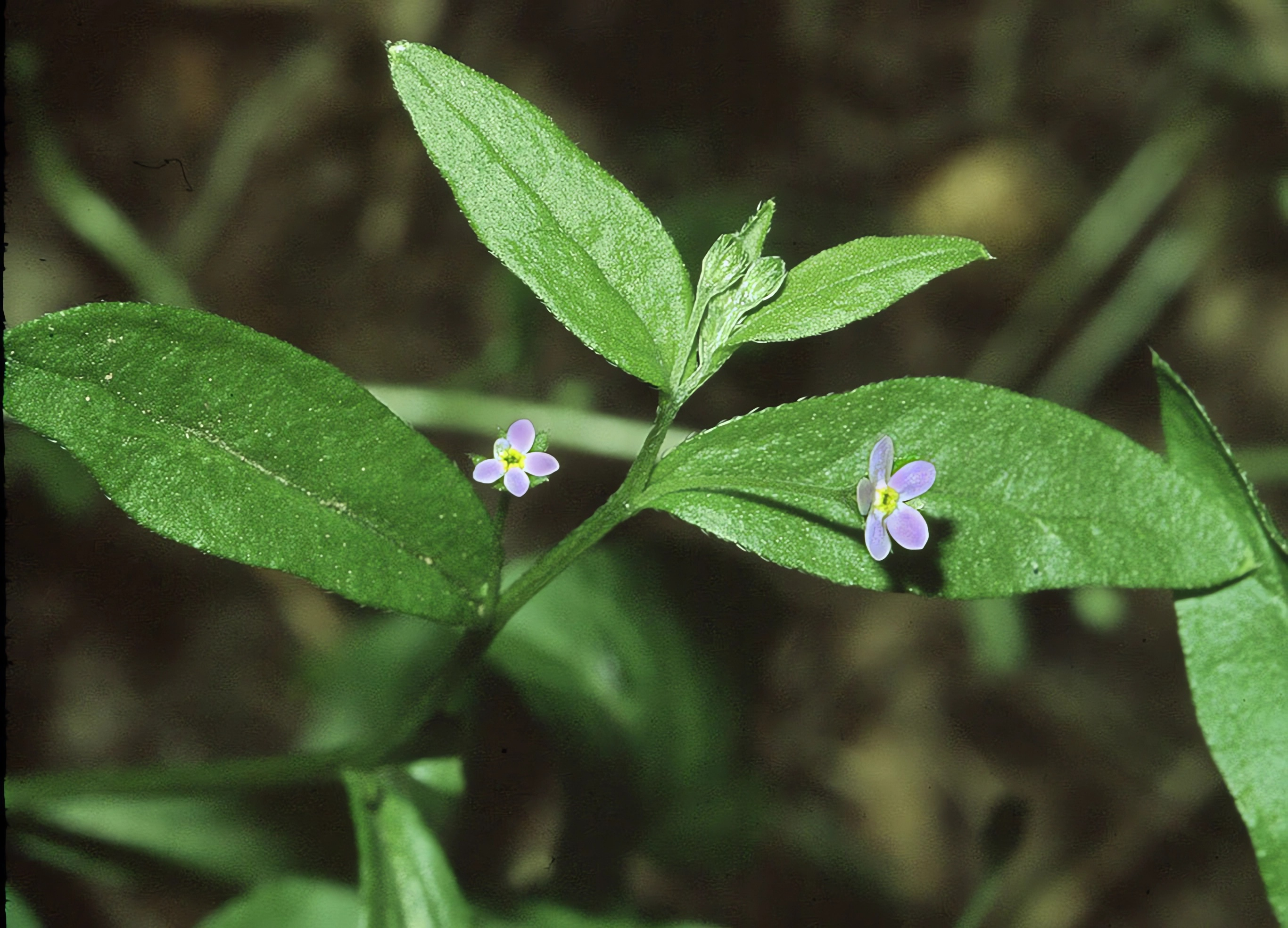
Fleurs
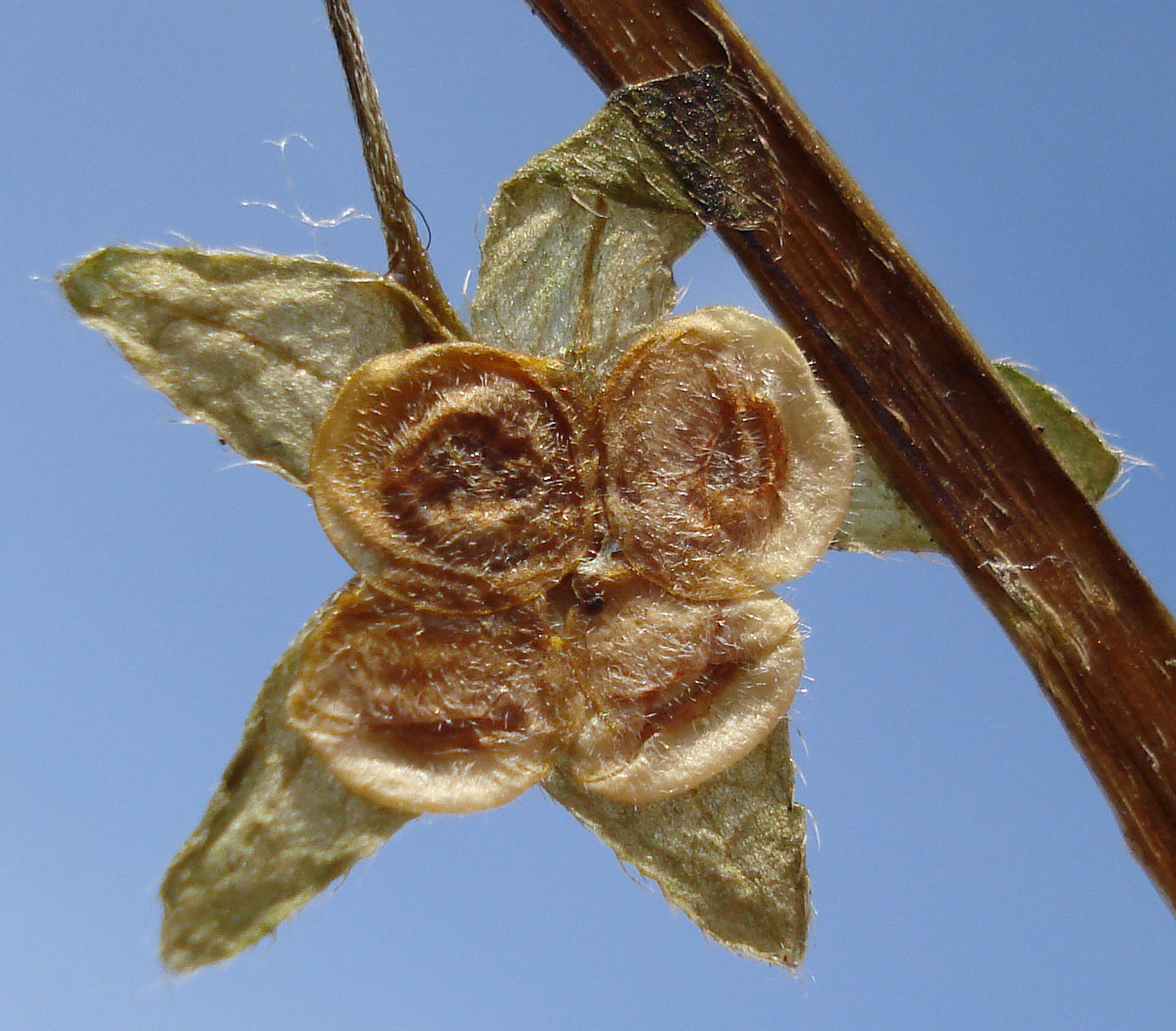
Fruits (séchés)